# Romain Esse
Romain Joy Kouakou Esse, né le 13 mai 2005 à Londres en Angleterre, est un footballeur anglais qui évolue au poste d'ailier et milieu offensif à Crystal Palace.

## Biographie

### Carrière en club
Né à Londres en Angleterre, Romain Esse est formé par Millwall, où il commence sa carrière professionnelle.
Il joue son premier match sous les couleurs de Millwall le 26 décembre 2022, lors d'un match du Championship, contre Watford.
Le 5 août 2023, il marque son premier but, contre Middlesbrough FC.

## Palmarès
Il est sur le banc lors de la finale de Coupe d'Angleterre remportée en 2025 avec Crystal Palace puis lors du Community Shield remporté quelques semaines plus tard.